# Obiektyw lustrzany

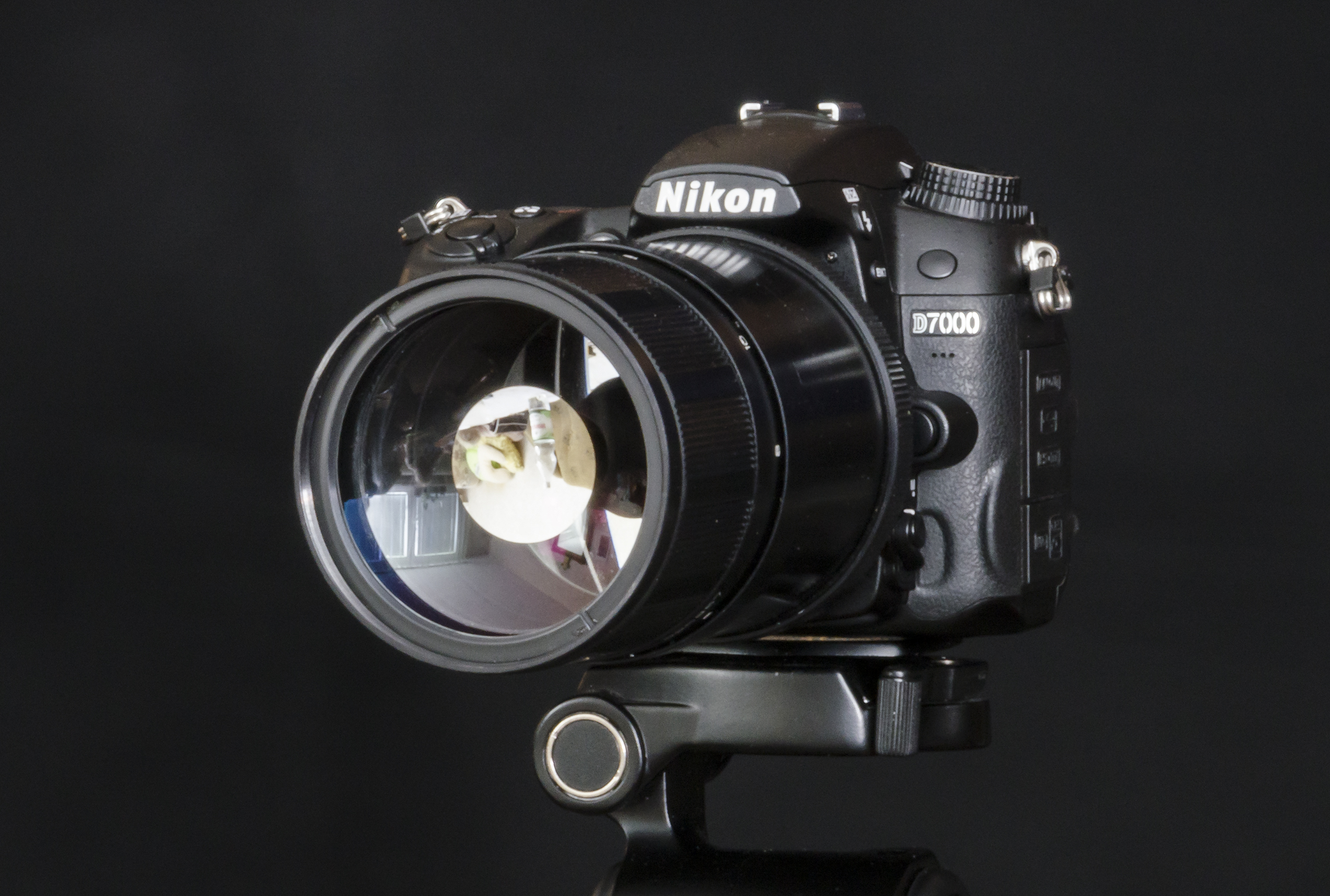
Nikon D7000 z obiektywem lustrzanym MC 3M-5CA

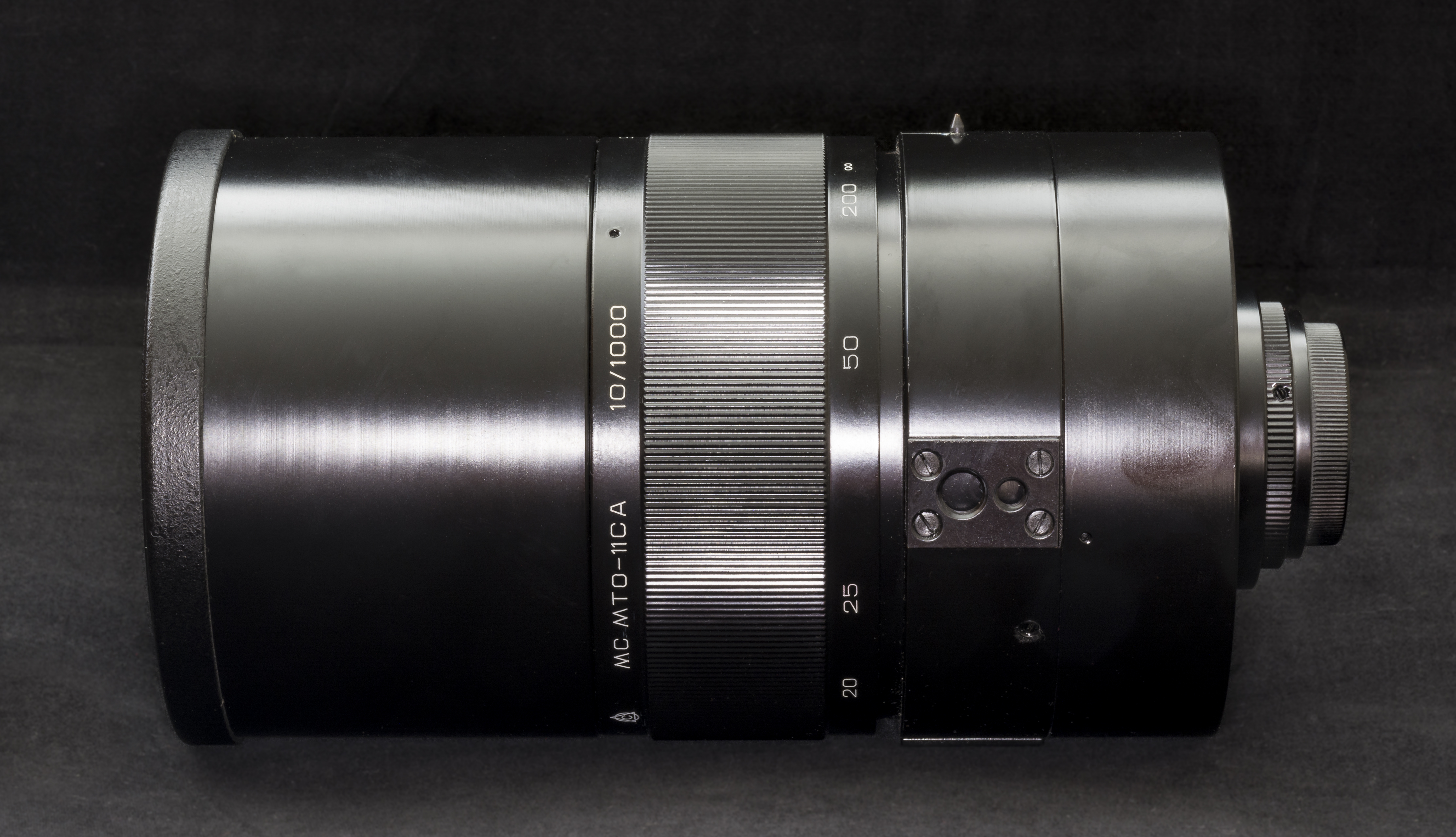
Obiektyw lustrzany MC MTO-11CA

Obiektyw katadioptryjny – rodzaj teleobiektywu, w którym oprócz zwierciadeł wykorzystano także elementy refrakcyjne (takie jak np. soczewki). Budowa obiektywu katadioptryjnego może być zbliżona do teleskopu zwierciadlanego, np. w układzie Maksutova-Cassegraina.
Drogę promieni w obiektywie lustrzanym schematycznie przedstawia poniższy rysunek:

Obiektywy zwierciadlane dają specyficzny bokeh (jasne punkty poza płaszczyzną ostrości) w postaci ciemnych krążków z jasnym brzegiem.
Zalety
- Zasadnicze skrócenie długości obudowy (przy jednoczesnym wzroście średnicy) oraz zmniejszenie jej masy.

Wady
- Brak możliwości zmiany przysłony.
- Bardzo duża wrażliwość pierścienia nastawiania ostrości.
- Ostrość jest zazwyczaj ustawiana ręcznie, choć są nieliczne wyjątki, np. obiektyw Minolta AF 500mm f/8 Reflex.